# Уставно право
Уставно право је термин који означава грану права која уређује основе друштвено-политичког уређења, организацију власти одређене државе, односно темељна права и дужности њених држављана. Дефинише улогу, овлашћења и структуру различитих ентитета у држави, а то су извршни, парламентарни или законодавни органи и правосуђе; као и основна права грађана и у савезним земљама као што су САД и Канада, однос између централне владе и државних, покрајинских или територијалних влада.
Нису све националне државе уставне, иако све такве државе имају закон земље, који се могу састојати од различитих императивних и сагласних правила. Оне могу укључивати обичајно право, конвенције, законско право, закон који је донио судија или међународна правила и норме. Уставни закон се бави основним принципима којима влада врши власт. У неким случајевима, ови принципи додељују одређена овлашћења влади, као што је моћ да се опорезују и потроше на добробит становништва. У другим временима, уставни принципи су доносили ограничења на оно што влада може учинити, као што је забрана хапшења појединца без довољно разлога.
У већини земаља, као што су Сједињене Државе, Индија и Сингапур, уставни закон се заснива на тексту документа који је ратификован у вријеме настанка нације. Други устави, посебно онај у Уједињеном Краљевству, се ослањају на неписана правила позната као уставна конвенција; њихов статус у оквиру уставног закона варира, а услови конвенција у неким случајевима су јако оспорени.

## Људска права
Људска права или грађанске слободе чине кључни део устава земље и подржавају права појединца у односу на државу. Већина јурисдикција, попут Сједињених Држава и Француске, има кодификовани устав, са повељом о правима. Недавни пример је Повеља о основним правима Европске уније која је требало да буде укључена у Споразум о успостављању Устава за Европу, а која није ратификована. Можда најважнији пример је Универзална декларација о људским правима према Повељи УН. Ти документи имају за циљ да обезбеде основне политичке, друштвене и економске стандарде које је национална држава или међувладино тело дужно да обезбеди својим грађанима, али многи укључују и своје владе. Канада је још један случај кодификованог устава, са Канадском повељом о правима и слободама, штити људска права за људе под националном јурисдикцијом.
Неке земље попут Уједињеног Краљевства немају укорењени документ који утврђује основна права; у тим јурисдикцијама устав се састоји од статута, судске праксе и конвенције. Случај под називом Ентик против Карингтона је уставни принцип који произилази из обичајног права. Кућу Џона Ентика је претражио и опљачкао шериф Карингтон. Карингтон је тврдио да је налог владиног министра, грофа Халифакса, био валидан ауторитет, иако за то није постојала законска одредба или судски налог. Суд, предвођен лордом Камденом, изјавио је да,
„Велики циљ, због којег су људи улазили у друштво, био је да обезбеде своју имовину. То право је сачувано свето и несаопштиво у свим случајевима, где није одузето или скраћено неким јавним законом за добро целине. По закону Енглеске, свака инвазија на приватну својину, макар она била и најмања, је преступ... Ако се не може наћи или изнети изговор, ћутање књига је ауторитет против туженог, и тужилац мора да има пресуду.”
Јурисдикције обичајног права и грађанског права не деле исте уставне основе. Земље општег права, као што су оне у Комонвелту и Сједињене Државе, изводе своје правне системе из оног у Уједињеном Краљевству, и као такве стављају нагласак на судски преседан, при чему последичне судске пресуде (нарочито оне виших судова) су извор права. Грађанскоправне јурисдикције, с друге стране, мање стављају нагласак на судску ревизију и само парламент или законодавна власт имају моћ да спроведу закон. Као резултат тога, структура правосуђа се значајно разликује између ова два приступа, при чему су правосуђа обичајног права адверсарска, а грађанско право инквизиторско. Судови општег права сходно томе одвајају правосуђе од тужилаштва, чиме се утврђује да су судови потпуно независни и од законодавне власти и од органа за спровођење закона. Као резултат тога, право људских права у овим земљама је у великој мери изграђено на правном преседану у судском тумачењу уставног права, док се оно у земљама грађанског права готово искључиво састоји од кодификованог закона, уставног или другог.

## Владавина права
Доктрина владавине права налаже да се влада мора водити у складу са законом. Ово је први установио британски правни теоретичар А. В. Дајси.
Дајси је идентификовао три суштинска елемента британског устава који су индикативни за владавину права:
- Апсолутна супрематија реруларног права насупрот утицају арбитрарне власти;[13]
- Једнакост пред законом;
- Устав је резултат редовног закона земље.

Дајсијева формула владавине права састоји се од три класична начела. Прво је да је редовно право врховно над арбитрарним и дискреционим овлашћењима. „[Н]иједан човек није кажњив... осим за јасно кршење закона утврђеног на уобичајен правни начин пред редовним судовима у земљи.“
Друго је да сви људи морају бити једнаки пред законом. „...ниједан човек није изнад закона... сваки човек, без обзира на његов ранг или стање, подлеже редовном закону царства и подлеже јурисдикцији редовних судова“.
Треће је да опште идеје и принципи које подржава устав произилазе директно из пресуда и преседана које је донело правосуђе. „Можемо рећи да је устав прожет владавином права на основу тога што су општа начела устава... код нас резултат судских одлука које одређују права приватних лица у одређеним случајевима који се воде пред судовима“.

## Подела власти
Подела власти се често сматра другим делом који функционише поред владавине права у циљу сузбијања овлашћења владе. У многим модерним националним државама, власт је подељена и изражава се у три гране владе: законодавна, извршна и судска власт су познате као хоризонтална подела власти. Прва и друга су усклађене у традиционалном Вестминстерском систему. Вертикална подела власти је децентрализација.